# Huile partiellement hydrogénée
Une huile partiellement hydrogénée est une huile contenant des graisses insaturées ayant subi un processus d'hydrogénation partiel. Le but étant d'augmenter la durée de conservation de l'huile, d'augmenter sa stabilité à haute température voire également d'élever son point de fusion.
Un inconvénient de l'hydrogénation partielle est la création d'acides gras trans.
Une huile partiellement hydrogénée peut être utilisée pour remplacer le beurre.